# Saint-Sauveur-des-Monts
Pour un article plus général, voir Saint-Sauveur (Québec).
Saint-Sauveur-des-Monts est une municipalité du Québec ayant existé de 1926 à 2002. C'est l'ancien nom de la section Village du territoire de Saint-Sauveur. Saint-Sauveur-des-Monts fut créé en 1926 par détachement de la municipalité de Paroisse de Saint-Sauveur.
La municipalité du village de Saint-Sauveur-des-Monts et la municipalité de la paroisse de Saint-Sauveur ont été forcées de se regrouper de nouveau par décret gouvernemental le 11 septembre 2002, surtout à la demande répétée durant plusieurs années des résidents du Village.

## Histoire

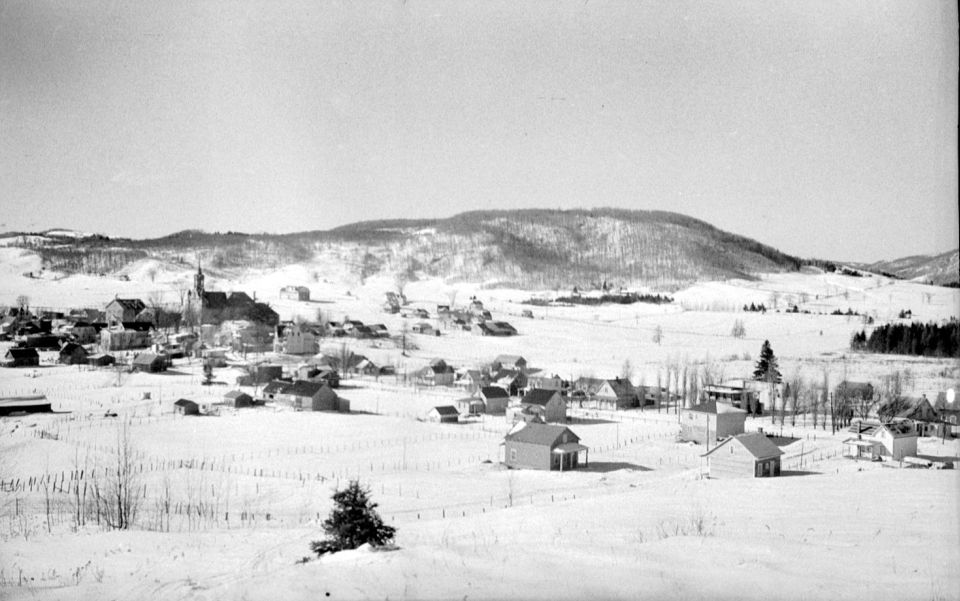
Saint-Sauveur-des-Monts en 1942

La Corporation de la Paroisse de Saint-Sauveur fut incorporée en 1855. 
Un territoire de 4 km2 enclavé dans la partie nord-est du territoire de la Paroisse de Saint-Sauveur s'en détache en 1926. La raison de cette amputation serait les dépenses d'électrification des rues du village ou la formation future d'une escouade de pompiers volontaires ou encore l'installation d'un système d'aqueduc; les intérêts du nouveau village et de la campagne divergent.
En 1926, le marquis d'Albizzi fonde à Saint-Sauveur un hôtel et une petite station de sports d'hiver. À partir de 1931, un cousin du marquis, le duc Dimitri de Leuchtenberg l'y rejoint et fonde la première école de ski officielle du Canada. En 1939, le duc de Leuchtenberg rachète l'établissement de son cousin, qui perdure jusqu'en 1972.
En 1966, Georges Filion propose la mise en place d’un service de police commun pour Saint-Sauveur-des-Monts, Saint-Sauveur paroisse et Piedmont et son idée est acceptée. Monsieur Filion va continuer à œuvrer plus de 30 années comme  maire où il verra finalement la réunification de Saint-Sauveur.